# Saint-Polycarpe
Saint-Polycarpe település Franciaországban, Aude megyében. Lakosainak száma 160 fő (2022. január 1.). Saint-Polycarpe Belcastel-et-Buc, Limoux, Terroles, Véraza, Villar-Saint-Anselme és Villebazy községekkel határos.

## Népesség
A település népessége az elmúlt években az alábbi módon változott:
| Lakosok száma | 158  | 188  | 200  | 173  | 141  | 141  | 147  | 143  | 141  | 160  |
|               | 1968 | 1982 | 1990 | 2006 | 2013 | 2015 | 2017 | 2019 | 2020 | 2022 |